# Gustaf Johnsson
Gustaf Johnsson (Malmö, 7 de março de 1890 — Washington, D.C., 11 de dezembro de 1959) foi um ginasta sueco que competiu em provas de ginástica artística. Depois teve uma carreira diplomática.
Johnsson é o detentor de uma medalha olímpica, conquistada na edição britânica, os Jogos de Londres, em 1908. Nesta ocasião, competiu como ginasta na prova coletiva. Ao lado de outros 37 companheiros, conquistou a medalha de ouro, após superar as nações da Noruega e da Finlândia.
Como diplomata foi cônsul-geral em Nova Iorque (1933-1935) e embaixador da Suécia no Brasil (1936-1943), em Portugal (1943-1951) e Egito, com acreditação em Beirute e Damasco, de 1951 a 1955.